# Договор Хэя — Бюно-Варийи
Договор Хэя — Бюно-Варийи — межгосударственный договор, подписанный 18 ноября 1903 года госсекретарём США Джоном Хэем и панамским послом Филиппом-Жаном Бюно-Варийя.

## Предыстория
Филипп-Жан Бюно-Варийя вложился в созданную в 1894 году Фердинандом де Лессепсом «Compagnie nouvelle du canal de Panama». Чтобы запустить вновь проект строительства Панамского канала, он, не найдя поддержки во Франции, в 1901 году отправился в США, где наладил контакты с руководством Республиканской партии. По возвращении во Францию Бюно-Варийя уговорил руководство Компании продать бизнес Соединённым Штатам за 40 миллионов долларов (Акт Спунера). 
22 января 1903 года госсекретарь США Джон Хэй и колумбийский посол Томас Эрран подписали договор, в соответствии с которым США должны были получить в аренду на 100 лет полосу шириной 6 миль поперёк Панамского перешейка. Однако Конгресс Колумбии отказался его ратифицировать, и тогда Бюно-Варийя под угрозой потери 40 миллионов долларов решил поддержать сепаратистов в Панаме.
4 ноября 1903 года произошло отделение Панамы от Колумбии. Филипп-Жан Бюно-Варийя стал послом Республики Панама в США (в связи с тем, что он уже 17 лет не был на Перешейке, и больше никогда в жизни туда не приезжал, его обвиняли в том, что он «был назначен послом телеграммой»), и подписал с Джоном Хеем договор о Панамском канале.

## Условия
Первая статья договора провозглашала, что США гарантируют свободу Республики Панама. В последующих статьях оговаривалось, что США получают от Панамы «с правом распоряжаться как суверену территории» землю для строительства межокеанского канала, а также прилегающие территории шириной по 5 миль с каждой стороны от Канала, и конкретизировались связанные с этим имущественные вопросы взаимодействия двух стран. За это Панама получала 10 миллионов долларов США сразу, и по 250 тысяч долларов США в качестве ежегодной арендной платы.

## Ратификация
Сразу после провозглашения независимости правительство Панамы тут же послало в США делегацию, состоящую из Мануэля Амадора, Федерико Бойда и Пабло Аросемены для обсуждения вопросов, связанных с Панамским каналом, однако по прибытии на место она обнаружила, что соответствующий договор уже заключён, и от неё уже ничего не зависит, поэтому Панаме пришлось ратифицировать договор 2 декабря 1903 года.

## Итоги и последствия
В отличие от договора Хэя-Эррана, в данном договоре аренда была бессрочной, а Зона Панамского канала во всём, кроме названия, фактически стала территорией США. В середине XX века это привело к серьёзной напряжённости в отношениях между Панамой и США, в результате чего в 1977 году были подписаны Соглашения Торрихоса — Картера, по которым суверенитет над Зоной Канала должен был к 1999 году вернуться к Панаме.